# Ganeria attenuata
Ganeria attenuata är en sjöstjärneart som beskrevs av Jean Baptiste François René Koehler 1907. Ganeria attenuata ingår i släktet Ganeria och familjen Ganeriidae. Inga underarter finns listade i Catalogue of Life.